# داگلاس استیوارت
داگلاس استیوارت (انگلیسی: Douglas Stewart؛ ۲۹ مارس ۱۹۱۹ – ۳ مارس ۱۹۹۵) تدوین‌گر اهل کانادا و ایالات متحده آمریکا بود.
وی در پنجاه و ششمین دوره جوایز اسکار، بابت تدوین فیلم مردان واقعی، برندهٔ جایزه اسکار بهترین تدوین شد.
او دو مرتبه نیز نامزدِ دریافتِ جایزه امی بود.
از فیلم‌ها یا مجموعه‌های تلویزیونی دیگری که وی در آن‌ها نقش داشته است می‌توان به دارا و ندار اشاره نمود.